# Dr. Linus
"Dr. Linus"(닥터 라이너스)는 미국의 방송사 ABC의 텔레비전 드라마 시리즈 로스트 시즌 6의 7번째 에피소드이다. 이번 에피소드는 로스트 시리즈 전체를 통틀어서 110번째로 방영되는 에피소드이다. 이번 에피소드의 각본은 에드워드 키티즈와 아담 호로위츠가 맡았으며 감독은 배우인 마리오 반 피블레스가 맡았다. 이번 에피소드의 주인공은 벤자민 라이너스이다.

## 평가
이번 에피소드는 전체적으로 훌륭하다는 평가를 받았다. 리뷰 웹사이트 메타크리틱에서는 "전체적으로 박수를 받을만 하다"(Universal Acclaim)라며 100 점 만점 중 92점을 주었다 이는 전주인 82점을 넘어서는 점수이며 앞서 방영되었던 7개의 에피소드 중에서도 최고의 점수를 받은 것이다.

## 인용
1. ↑  Forids, Jeff (2010년 3월 3일). “Lost (3/9)”. ABC Medianet. 2010년 3월 3일에 확인함.
2. ↑  Dietz, Jason (March 10, 2010), "Episode Review: Last Night's Lost, Season 6, Ep. 7: 'Dr. Linus' 보관됨 2010-05-11 - 웨이백 머신", Metacritic.